# Galteres (equitació)
En hipologia, es coneix amb el nom de galteres, queixeres, barballeres o barbades les dues corretges o cadenetes de ferro que, partint de la testera de la cabeçada de brida, passen per davall la barba del cavall, una pel costat dret i l'altra per l'esquerre, unint els dos extrems superiors del fre.
La falsa barbada és la corretja que uneix les cames del fre amb la barbada i que serveix per a subjectar el fre.
Cada queixera té dues sivelles, una en la seva part alta, i una altra en la seva part baixa, per mitjà de les quals es puja o es baixa el mos a conveniència.
Als segle xvii i XVIII s'estimava acceptable la llargada de les galteres a dues quartes i mitjana (cap a 50 cm), incloent-hi així mateix les ramificacions, dites també portacabestres de la cabeçada de brida.
En cas de trencament d'una o de totes dues regnes, la manobra per a frenar eel cavall consisteix a aferrar-lo pel coll i estirar fermament i alternativament per les galteres prop dels portamossos.